# Marcio Liviano Turbone
Marcio Liviano Turbone (in latino Marcius Livianus Turbo; fl. II secolo) è stato un politico e militare romano, importante generale sotto gli imperatori Traiano e Adriano.

## Biografia
Nel 115 d.C. fu inviato dall'imperatore Traiano a sedare l'insurrezione degli ebrei a Cirene, missione che eseguì senza troppe difficoltà.
Quando, nel 117 d.C. salì al trono Adriano, con il quale era in grande amicizia, fu elevato a cariche di maggiore onore e fiducia. Prima fu  inviato in Mauretania per reprimere i disordini in quella provincia, probabilmente eccitati da Quinto Lusio Quieto; in seguito fu nominato al governo della Pannonia e Dacia con il titolo di Prefetto d'Egitto, probabilmente perché tale titolo possedeva maggiore prestigio e influenza.
Successivamente fu chiamato a Roma ed elevato alla carica di Prefetto del pretorio al posto di Attiano. Mise il massimo dell'impegno per assolvere i doveri di questo ufficio, ma alla fine, come per altri amici di Adriano, fu trattato con ingratitudine dall'imperatore.
Come riportato da una iscrizione sulla sua tomba, morì all'età di cinquant'anni.